# Пак Чін Соп
Пак Чін Соп (кор. 박진섭, нар. 11 березня 1977, Сеул) — південнокорейський футболіст, що грав на позиції півзахисника.
Виступав, зокрема, за клуби «Ульсан Хьонде» та «Соннам Ільхва Чхонма», а також національну збірну Південної Кореї.

## Клубна кар'єра
Грав у футбол з 1996 року в команді Університету Корьо, в якій провів чотири сезони, після чого у 2000—2001 роках проходив військову службу, граючи за «Санму».
На початку 2002 року уклав контракт з клубом «Ульсан Хьонде», у складі якого провів наступні три з половиною роки своєї кар'єри гравця. Більшість часу, проведеного у складі «Ульсан Хьонде», був основним гравцем команди.
З літа 2005 року три з половиною сезони захищав кольори команди клубу «Соннам Ільхва Чхонма». Граючи у складі «Соннам Ільхва Чхонма» також здебільшого виходив на поле в основному складі команди і допоміг команді у 2006 році стати чемпіоном Південної Кореї.
У 2009—2010 роках Пак виступав за «Пусан Ай Парк», а завершив професійну ігрову кар'єру у клубі «Міпо Докярд», за який виступав протягом 2011—2012 років у другому дивізіоні країни.

## Виступи за збірну
1997 року залучався до складу молодіжної збірної Південної Кореї, разом з якою брав участь у молодіжному чемпіонаті світу 1997 року в Малайзії, де Пак забив два голи у трьох матчах, але його збірна не вийшла з групи.
У складі олімпійської збірної Південної Кореї взяв участь у футбольному турнірі Олімпійських ігор 2000 року у Сіднеї, де його збірна знову не змогла потрапити у плей-оф, а сам Пак зіграв дві гри: проти Іспанії та Марокко.
22 листопада 1998 року дебютував в офіційних матчах у складі національної збірної Південної Кореї в зустрічі проти Китаю. Разом з нею був учасником розіграшу Золотого кубка КОНКАКАФ 2000 року у США, Кубка Азії 2000 року у Лівані, на якому команда здобула бронзові нагороди, та Кубка Азії 2004 року у Китаї.
Всього протягом кар'єри у національній команді, яка тривала 7 років, провів у її формі 34 матчі, забивши 5 голів.

## Кар'єра тренера
Після завершення ігрової кар'єри Пак зайняв посаду головного тренера футбольної команди в середній школі Кесона. Він працював там до 2015 року, а у середині 2015 року увійшов до тренерського штабу свого колишнього клубу «Пусан Ай Парк».
На початку 2016 року він став помічником головного тренера у клубі тренером у «Пхохан Стілерс» і обіймав цю посаду до кінця 2017 року.
На початку 2018 року Пак Чін Соп став головним тренером клубу другого дивізіону «Кванджу», з яким у 2019 році зайняв 1 місце і вивів його до К-Ліги 1 на сезон 2020 року.

## Досягнення
- Чемпіон Південної Кореї (1):

«Соннам Ільхва Чхонма»: 2006
- Бронзовий призер Кубка Азії: 2000
- Переможець Юнацького (U-19) кубка Азії: 1996